# Mario Coppens
Mario Coppens (Aalst, 19 juni 1960) was van 2015 tot 2023 nationaal voorzitter van de Algemene Centrale der Liberale Vakbonden van België (ACLVB).

## Loopbaan
Mario Coppens studeerde in 1983 af aan de Vrije Universiteit Brussel. Hij behaalde er een masterdiploma in de rechten en specialiseerde zich er in sociaal recht.
Van 1983 tot en met 1985 was Mario Coppens adjunct-controleur in het registratiekantoor van Ninove. Hij ging in 1986 aan de slag als jurist bij de ACLVB waar hij in oktober 1989 diensthoofd werd van de juridische dienst. Deze functie oefende hij uit tot hij in maart 2007 werd benoemd als HRM-directeur.
Op het nationaal congres van de ACLVB op 24 oktober 2015 werd Mario Coppens verkozen tot Nationaal Voorzitter als opvolger van Jan Vercamst. Hij neemt in deze hoedanigheid deel aan het overleg in de Groep van Tien en bekleedt tal van mandaten. Zo is hij lid van de Nationale Arbeidsraad (NAR), de Centrale Raad voor het Bedrijfsleven en is hij voorzitter en/of bestuurslid van diverse vzw's. Sinds 15 mei 2017 is hij censor bij de Nationale Bank van België. Hij is tevens auteur van ACLVB Weetwijzer en een handboek sociaal recht.